# Elaidylalkohol
Elaidylalkohol ist eine chemische Verbindung aus der Gruppe der Fettalkohole. Es ist das trans-Isomer des Oleylalkohols [(Z)-Octadec-9-en-1-ol].

## Eigenschaften
Elaidylalkohol ist ein weißer Feststoff.